# Live, Love and Believe
Live, Love and Believe è un cortometraggio muto del 1911. Il nome del regista non viene riportato.

## Produzione
Il film fu prodotto dalla Essanay Film Manufacturing Company.

## Distribuzione
Distribuito dalla General Film Company, il film uscì nelle sale cinematografiche USA il 18 agosto 1911. Il cortometraggio probabilmente, nelle proiezioni era abbinato in split reel a Saved from the Torrents.